# العلاقات الباهاماسية السورية
العلاقات الباهاماسية السورية هي العلاقات الثنائية التي تجمع بين باهاماس وسوريا.

## مقارنة بين البلدين
هذه مقارنة عامة ومرجعية للدولتين:
| وجه المقارنة                                              | باهاماس      | سوريا                    |
| --------------------------------------------------------- | ------------ | ------------------------ |
| المساحة (كم2)                                             | 13.88 ألف    | 185.18 ألف               |
| عدد السكان (نسمة)                                         | 395.36 ألف   | 18.27 مليون              |
| الكثافة السكانية (ن./كم²)                                 | 28.48        | 98.66                    |
| العاصمة                                                   | ناساو        | دمشق                     |
| اللغة الرسمية                                             | لغة إنجليزية | اللغة العربية            |
| العملة                                                    | دولار بهامي  | ليرة سورية               |
| الناتج المحلي الإجمالي (بليون دولار)                      | 12.16 مليار  | 60.20 مليار              |
| الناتج المحلي الإجمالي (تعادل القوة الشرائية) بليون دولار | 8.92 مليار   |                          |
| الناتج المحلي الإجمالي الاسمي للفرد دولار أمريكي          | 22.82 ألف    |                          |
| الناتج المحلي الإجمالي للفرد دولار أمريكي                 |              |                          |
| مؤشر التنمية البشرية                                      | 0.790        | 0.594                    |
| رمز المكالمات الدولي                                      | +1242        | +963                     |
| رمز الإنترنت                                              | .bs          | .sy                      |
| المنطقة الزمنية                                           | 00           | ت ع م+02:00، ت ع م+03:00 |

## منظمات دولية مشتركة
يشترك البلدان في عضوية مجموعة من المنظمات الدولية، منها:
| علم المنظمة | اسم المنظمة                               | تاريخ انضمام باهاماس | تاريخ انضمام سوريا |
| ----------- | ----------------------------------------- | -------------------- | ------------------ |
|             | الاتحاد البريدي العالمي                   | ?                    | ?                  |
|             | يونسكو                                    | 23 أبريل 1981        | 16 نوفمبر 1946     |
|             | البنك الدولي للإنشاء والتعمير             | 21 أغسطس 1973        | 10 أبريل 1947      |
|             | وكالة ضمان الاستثمار متعدد الأطراف        | 4 أكتوبر 1994        | 14 مايو 2002       |
|             | الاتحاد الدولي للاتصالات                  | 19 أغسطس 1974        | 12 يناير 1924      |
|             | منظمة الشرطة الجنائية الدولية             | ?                    | ?                  |
|             | مؤسسة التمويل الدولية                     | 8 ديسمبر 1986        | 28 يونيو 1962      |
|             | الأمم المتحدة                             | 18 سبتمبر 1973       | 24 أكتوبر 1945     |
|             | مؤسسة التنمية الدولية                     | 23 يونيو 2008        | 28 يونيو 1962      |
|             | منظمة حظر الأسلحة الكيميائية              | ?                    | ?                  |
|             | المركز الدولي لتسوية المنازعات الاستشارية | 18 نوفمبر 1995       | 24 فبراير 2006     |